# سیارک آرجونایی
سیارک‌های آرجونایی (انگلیسی: Arjuna asteroid) یک گروه دینامیکی از سیارک‌ها در منظومه شمسی هستند. آرجوناها اجرام نزدیک به زمین (NEO) هستند که مدارهایشان بسیار شبیه به زمین است، با انحراف مداری کم، دوره‌های مداری نزدیک به یک سال و خروج از مرکز مداری کم. این گروه به نام آرجونا (ارجن)، قهرمان اصلی حماسه هندو مهاباراتا نامگذاری شده است. تعریف این گروه تا حدودی مرتبط‌تر است و با تعریف چهار گروه تثبیت‌شده آپولو، آمور، آتن و آتیرا همپوشانی دارد. آنها یک گروه دینامیکی سرد از اجرام کوچک نزدیک به زمین را تشکیل می‌دهند که به‌طور مکرر در رزنانس حرکت میانگین ۱:۱ با زمین به دام می‌افتند.

## اعضا
اعضای بالقوه گروه آرجونا با طبقه‌بندی گروه آپولو (APO) یا آتن (ATE) در پرانتز، عبارتند از:
- 1991 VG (APO)
- 2003 YN107 (ATE)
- 2006 JY26 (APO)
- 2009 SH2 (ATE)
- 2013 BS45 (ATE)
- 2024 PT5 (APO)